# Gostycyn
Gostycyn est une gmina rurale du powiat de Tuchola, Couïavie-Poméranie, dans le centre-nord de la Pologne. Son siège est le village de Gostycyn, qui se situe environ 13 km au sud de Tuchola et 44 km au nord de Bydgoszcz.
La gmina couvre une superficie de 136,15 km2 pour une population de 5 189 habitants.

## Géographie
La gmina est bordée par les gminy de Kęsowo, Tuchola, Koronowo, Lubiewo, Sępólno Krajeńskie, Cekcyn, Sośno.